# Solid State (EP)
Solid State är en EP av det svenska punkrockbandet Puffball, utgiven 2002 på amerikanska skivbolaget Dead Beat Records.

## Låtlista

### Sida A
1. "Dechromed"
2. "Street Dominator"
3. "Unglued"
4. "Delirium Boy"

### Sida B
1. "Shutdown"
2. "Midnight Frolics"
3. "Holeshot"
4. "Demolition Boys" (Girlschool-cover)

## Medverkande musiker
- Magnus Forsberg - trummor
- Fredrik Lindgren - bas, bakgrundssång
- P-O Söderback - gitarr
- Mikael Tossavainen - gitarr, sång

### Fotnoter
1. ↑  ”Solid State”. Discogs.com. http://www.discogs.com/Puffball-Solid-State-Eight-Track/release/1839080. Läst 13 april 2012.